# Lamento
Als Lamento (italienisch, von lateinisch lamentum ‚Wehklage‘) werden seit Beginn des 17. Jahrhunderts musikalische Kompositionen bezeichnet, die sich in Inhalt oder Form dem Topos des Klagelieds oder der Totenklage zuordnen lassen. In früheren Belegen findet sich hierfür auch die Bezeichnung Lamentation (von lateinisch lamentatio).

## Lamento als musikalischer Gattungsbegriff
Der Begriff „Lamento“ als Gattungsbezeichnung für Kompositionen mit spezifischen musikalischen Merkmalen wird in der Regel für Musik des 17. und 18. Jahrhunderts gebraucht. Ein Beispiel für die charakteristischen Merkmale der Gattung ist das Lamento della Ninfa (1638) von Claudio Monteverdi. Als frühester Beleg für eine rein instrumental ausgeführte Lamentokomposition gilt das einstimmig überlieferte Lamento di Tristano („Klage des Tristan“) aus dem 14. Jahrhundert, das aus einem langsamen Schreittanz und einem raschen Springtanz (La Rotta) besteht, die beide auf dem gleichen Motivmaterial beruhen.
Merkmal einer Lamento-Komposition ist oftmals ein als „Lamentobass“ bezeichnetes Ostinato-Modell aus einem absteigenden Tetrachord zwischen Grund- und Quintton der Tonart, das diatonisch (in a-Moll: „a–g–f–e“) oder chromatisch (in C-Dur oder c-Moll: „c–h–b–a–as–g“) durchlaufen wird, und das im letzteren Fall nach der Figurenlehre des Christoph Bernhard auch als Passus duriusculus bezeichnet wird. Kompositionen, die im engeren Sinne als Lamento bezeichnet werden können oder auch solche, denen lediglich musikalisches Material aus der Tradition der Lamenti zugrunde liegt, lassen sich bis in die heutige Zeit nachweisen.

### Beispiele
- Anonymus: Lamentatio (aus einem Lautenbuch von 1608)[2]
- Étienne Moulinié: Jalouse envie, Air de Cour (1637 veröffentlicht)
- Claudio Monteverdi: Lamento della Ninfa (1638 veröffentlicht)
- Luigi Pozzi: Cantata Sopra il Passacaglio. Diatonica (1654 veröffentlicht)
- Johann Sebastian Bach: Ciaccona aus der Partita d-Moll für Solovioline BWV 1004 (1720)
- Anselm Viola: Quoniam aus dem Gloria der Alma Redemptoris Mater-Messe, für Chor, Solisten und Orchester (ca. 1780)
- Carl Orff: Fortune plango vulnera aus Carmina Burana (1935–36)
- Henry Purcell, Dido and Aeneas, Arie der Dido „When I am laid in earth“;
- Johann Sebastian Bach, Messe in h-Moll BWV 232, „Crucifixus“;
- Wolfgang Amadeus Mozart, Messe in c-Moll KV 427, „Qui tollis peccata mundi“
- Colosseum II, Lament, Album Electric Savage (1977)[3]

## Lamento als abwertender Begriff
Lamento als Verhalten (Lamentieren) wird als ausgiebiges oder wehleidiges Jammern bezeichnet. Dass dieses Lamentieren besonders dem weiblichen Geschlecht zugerechnet wurde, ist einer Anweisung zur Brandbekämpfung auf dem Lande aus dem 18. Jahrhundert zu entnehmen. Hiernach war nach ausdrücklichem Befehl der Obrigkeit darauf zu achten, „dass die mit ihrem Lamentieren nur Konfusion machenden Weibsleute in die Reihen gebracht werden“.